# Санкт-Андре-ам-Цикзее
Санкт-Андре-ам-Цикзее (нім. Sankt Andrä am Zicksee) — ярмаркова громада округу Нойзідль-ам-Зее у землі Бургенланд, Австрія.
Санкт-Андре-ам-Цикзее лежить на висоті  126 м над рівнем моря і займає площу  31,7 км². Громада налічує 1362 мешканців. 
Густота населення 43/км².  
|                                                |
| Санкт-Андре-ам-Цикзее на мапі округу та землі. |

 Адреса управління громади:  7161 Sankt Andrä am Zicksee. 

## Демографія
Історична динаміка населення міста за даними сайту Statistik Austria

## Виноски
1. ↑  Dauersiedlungsraum der Gemeinden Politischen Bezirke und Bundesländer - Gebietsstand 1.1.2018 — Статистичне управління Австрії.
2. ↑  Einwohnerzahl 1.1.2018 nach Gemeinden mit Status, Gebietsstand 1.1.2018 — Статистичне управління Австрії.
3. ↑   www.standraezicksee.at
4. ↑  Gemeindedaten von Sankt Andrä am Zicksee

| Австрія | Це незавершена стаття з географії Австрії. Ви можете допомогти проєкту, виправивши або дописавши її. |